# Кучук-Аджиголь
Кучу́к-Аджиго́ль или Кучу́к-Ащиго́ль (укр. Кучук-Аджіголь, крымскотат. Küçük Accıgöl, Кучюк Аджджыголь) — пересыхающее солёное озеро на Ак-Монайском перешейке на территории городского округа Феодосия (Феодосийского горсовета). Площадь — 0,326 км². Тип общей минерализации — солёное. Происхождение — лиманное. Группа гидрологического режима — бессточное.

## География
Входит в Керченскую группу озёр. Длина — 0,9 км. Ширина макс — 0,77 км. Площадь водосбора — 2,5 км². Длина береговой линии — 2,3 км. Ближайший населённый пункт — село Береговое, расположенное непосредственно западнее озера.
Кучук-Ащиголь отделено от Чёрного моря узким перешейком, по которому проходит магистральная дорога М-17 (Е-97) участок Береговое—Приморский. Озёрная котловина водоёма неправильной формы вытянутая с севера на юг, к югу котловина расширяется. По береговой линии котловина имеет отмели. На севере в озеро впадает широкая балка сухоречья. Озеро пересыхает в летний период.
Озеро ранее было лечебным, с ценным месторождением иловых высокоминерализованных лечебных грязей. В результате бесхозяйственной деятельности человека эти озера утратили свои лечебные свойства.
Озеро зарастает водной растительностью преимущественно на опреснённых участках — в лагунах у пересыпей, в устьях впадающих балок, в зоне выходов подземных вод. Тут интенсивно развиваются различные водоросли, вплоть до цветения воды.
Среднегодовое количество осадков — 400—450 мм. Питание: поверхностные и подземные воды Причерноморского артезианского бассейна.
На озере зимуют розовые фламинго. Озеро страдает от сброса в него мусора и отвода в озеро канализационные отходы из близлежащей части посёлка Приморский, так же был засыпан канал, соединяющий озеро с морем. В 2015 году тюменская управляющая компания «Партнер» планировала вложить 22 млрд рублей в строительство туристско-рекреационного и жилого комплекса «Межозёрье» на территории озера.